# 素敵探偵☆ラビリンス
『素敵探偵☆ラビリンス』（すてきたんてい らびりんす）とは、万城めいと・原作、若山晴司・作画による日本の漫画作品である。『マガジンSPECIAL』で2006年1月号から2008年7月号まで連載。
2007年10月から2008年3月までテレビ東京系列にてテレビアニメが放送された。また、音泉にてWebラジオも配信された。

## ストーリー
首都機能をすべて新都に移され忘れられた街となった旧都・東京。一部の人々は未だ住み続けているが、街は荒廃し続け「迷宮〜ラビリンス〜」と呼ぶに相応しい状況と化していた。そこでは「幻夢事件」と呼ばれる怪事件・難事件が次々と起きており、その事件の裏には悪しき意思が蠢いていた。その事件に挑むのは不思議な力「神智」を使う少年探偵・日向繭樹。

## 登場人物

### 主要人物
日向 繭樹（ひゅうが まゆき） / マユキ
声 - 沢城みゆき
本作の主人公。旧都で有名な探偵。11歳。不思議な力「神智」を使う事で事件の全容を知ることができる。かなりの金持ちで立派な屋敷に住んでいる。またかなりの才能の持ち主で学校では特別カリキュラムが組まれている。ケーキや紅茶が好きだがピーマンは嫌い。人形と間違われるほどの美少年であり、素敵な笑顔で女性達を魅了している。運動音痴で、ヘタレと言われると「ヘタレじゃないもん」と怒る。
セイジュが言うには、彼の「神眼」は不安定であり、「自分の意思」で発動しているのではなく「本能的」に発動していた。しかし、渋谷天空城でついに「神眼」が完全のものとなる。
信濃 晴嵐（しなの せいらん）
声 - 諏訪部順一、鹿野優以（幼少期）
日向家を陰から支える信濃一族の出身で、日向家の執事として繭樹のそばにいる。人間の潜在能力を100%引き出す「彩吊師」でもあり、繭樹が解決した事件の裏で「蒼花」と「夕緋」を使って犯人を始末している。また、繭樹の捜査の邪魔をしようとする人達の耳元で何かをささやけば、皆いきなり捜査に協力しだす。
三重野 初実（みえの はつみ）
声 - 植田佳奈
日向家のメイド。かなりのドジっ娘でよくこける。身内はおらず、祖母の遺言で日向家で働くこととなった。繭樹とは家族のように接しており、学校（女子高）にも通わせてもらっている。また、繭樹が解決した事件の裏で「蒼花」になって犯人を始末している。
繭樹が解決した事件の裏で「蒼花」になって犯人を始末していることを本人は覚えていなかったが、晴嵐が再メンテナンスの時に記憶を封印する針を打たなかった。そのため、「彩」の記憶と、自分が「彩」ということを覚えている。人格もそのまま。
和泉 さなえ（いずみ さなえ）
声 - 柚木涼香
繭樹の知り合いで生まれも育ちも旧都の女子高生。繭樹とは初実よりも付き合いが長く、初実とはよく口喧嘩をする。よく繭樹に抱きついたりしている。また、繭樹が解決した事件の裏で「夕緋」になって犯人を始末している。ショタコン（自覚している）。
繭樹が解決した事件の裏で「夕緋」になって犯人を始末していることを初実と同じく本人は覚えていなかったが、初実と同じ理由で「彩」の記憶と、自分が「彩」ということを覚えている。
和泉 みのり（いずみ みのり）
声 - 井ノ上奈々
さなえの妹。ヤエと古賀兄弟のクラスメイト。天真爛漫な性格で、ムードメーカー。繭樹の事が好き。

### その他の人物
弥富 ヤエ（やとみ ヤエ）
声 - 佐藤聡美
みのりと古賀兄弟のクラスメイト。大人しい性格をしており、少し病弱で咳をよくしている。彼女も繭樹の事が好き。
弥富 七郎（やとみ しちろう）
声 - 寺島拓篤
ヤエの兄。妹と同じく病弱で鉱物アレルギーの持病を持っている。
古賀 楽太（こが らくた）
声 - 井上麻里奈
みのりとヤエのクラスメイト。幸太の双子の兄。弟の幸太と違って物静かで、淡々としたような喋り方をする。犬が苦手。2人の名前の意味は、テレビアニメ第1話の次回予告で楽太が「何時も楽しく幸せな俺達。それ故に、幸太と楽太。」と語っている。年上好きで、戸丸警部のことをカワイイと思っている。原作最終話で、実は警視総監の息子だということが判明する。
古賀 幸太（こが こうた）
声 - 朴璐美
みのりとヤエのクラスメイト。楽太の双子の弟。容姿は瓜二つだが、兄の楽太と違ってやんちゃな性格である。学校の制服もきちんとしている楽太と違って着崩している。ナユタに惚れている。実は警視総監の息子。
戸丸 都（とまる みやこ）
声 - 大原さやか
警視庁刑事部捜査第一課の警部。「幻夢事件」の調査をしている。旧都で起こる事件が何でも「幻夢事件」とされるのを快く思っていない。身体能力が高く、犯人を取り押さえることもある。
猪神 隆介（いのがみ りゅうすけ）
声 - 小西克幸
都と一緒に「幻夢事件」の調査をしている警察官。旧都に入り浸り左遷される寸前だったのを都に拾われた。繭樹達とは以前からの知り合い（アニメでは初対面）。
セイジュ
声 - 速水奨
「幻夢事件」の背後に暗躍している謎の人物。その目的は不明。
本名は「日向 聖樹（ひゅうが まさき）」。紫炎と晴嵐の兄。繭樹の実父。十二年前に起きた第二の大崩壊「スーパープルーム現象」を防げなかったため日向一族から追放された（しかし、それは義理の父日向護樹による罠だった）。紫炎とも密かに会っている。元々彼は信濃家の人間なので、「神眼」を持っていなかったが、上野大地溝帯での一件で彼も「神眼」の持ち主となっている。
白蟲（びゃっこ）
声 - 堀江由衣
セイジュの女側近。犯行を暴かれた「幻夢事件」の犯人を洗脳して繭樹たちを襲わせたり、時には自らの手で口封じのために動き、それを阻止せんとする「蒼花」と「夕緋」と対峙することもある。
アニメでは水連の役割もかねているが、進化もしない。また大量におり、紫炎の彩・葉弧の妹という設定になっている。
水連（すいれん）
3年前に繭樹たちを襲い、初実とさなえが「彩」となるきっかけとなった水棲型の「彩」。現在はセイジュの「彩」となっている。3年前と比べて遥かに強くなっていて、「蒼花」と「夕緋」が二人がかりでもそれを圧倒する強さである。白蟲よりも強いと言っているが、本当かどうかは不明。
アニメでは、初実とさなえが「彩」となるきっかけとなったのは白蟲であるため登場しない。
信濃 紫炎（しなの しえん）
声 - 森久保祥太郎
聖州院学園の新理事長。晴嵐の兄。周りをよく振り回す性格だが、時として弟の晴嵐に的確なアドバイスをしたりする。彼の本当の主は、繭樹ではないらしい。
葉弧（ようこ）
声 - 能登麻美子
紫炎の秘書にしてお姉さんチックな「彩」（紫炎の暴走ぶりに歯止めをかけられる数少ない人物）。時には晴嵐の援護をしたりする。「葉弧」という名前は、本名なのか「彩」としての名前なのかは不明（しかし、紫炎は平常時もこの名で彼女を呼んでいる。また、沙羅もこの名で呼んでいた）。原作とアニメとでは髪の色が違う（原作だと黄色っぽいオレンジだが、アニメでは灰色）。
月蔭 樹生（つきかげ なゆた） / ナユタ
声 - 榎本温子
4月に聖州院学園に転校してきた繭樹のクラスメート。繭樹たちが海水浴に行ったときに繭樹の母が作った曲をうたっていた謎の少女とは彼女のことである。繭樹と遊園地にデートしたとき、2人の考えが何度も一致したことについて「あなたと私… 偶然なんかじゃないのよ…」と発言している。セイジュについても何か知っている模様。名前が出てきたのは26幕だが、以前からちょくちょく登場していた。アニメには最終回でのみ登場。
本名は「日向 樹生（ひゅうが なゆた）」。繭樹の双子の妹。彼女もまた「神眼」の持ち主で、繭樹と考えが一致したのも同じ「神眼」同士共鳴しあっていたから。繭樹と違って、生まれてから12年間もの間、仮死状態のままだった。しかし、神隠し事件の夜に繭樹が初めて「神眼」に目覚めた瞬間、意識を取り戻す。その後、セイジュは双子の兄である繭樹と触れ合えば彼女の「神眼」も覚醒するに違いないという思惑から、彼女を聖州院学園に送り込み、繭樹に近づけさせた。
幸太に惚れられているが、本人は全く気付いていない。
マル
声 - 堀江由衣
繭樹のペットである犬。
和泉 いなほ（いずみ いなほ）
声 - 天野由梨
さなえとみのりの母親。料亭の女将。子供たちの為に多忙な日々である。
かつては「彩」の「夕緋」であった。繭樹の出生の秘密を知っている。
和泉 勘太郎（いずみ かんたろう）
声 - 石川英郎
さなえとみのりの父親。

## 用語
旧都
この物語の30年前に大地震（通称「大崩壊」）で崩壊してしまった日本の首都・東京の作品中での呼び名。大地震が起きた後、首都機能は全て新たに置かれた新都に移され、崩壊した建築物も復興されることなく旧都は寂れてしまい「捨てられた街」とも人々から呼称され、あらゆる犯罪の温床となってしまった。それでもなお生活している人々は存在し、警察や学校施設など生活に必要な組織などは残っている。なお、作中では新都がどこにあるのかなど詳しいことは語られていない。ちなみにアニメでは東京湾を挟んだ遠く（海と地形からすれば横浜方面）にあるとされる。
東京タワー
東京のシンボルとも言うべき存在の建築物だが、この物語では大崩壊の影響で傾いてしまい、危険区域となっている。その後、原作では完全に倒壊してしまう。
工場街
ヤエと七郎が住んでいる街。表向きでは美しい景観を持つ閑静な住宅街だが、この物語の8年前に地下で鉱脈が発見されて以来元々あった豊かな自然は破壊され、工場が建ち並ぶ汚染された街になった。表向きの姿は世論を気にした工場事業側がイメージアップのために据え付けたホログラム映像である。
聖州院学園
繭樹達が通う学園。
幻夢事件
旧都で起こる不可解な殺人事件の総称。旧都のイメージを下げる原因の一つであり、繭樹は「人知の及ばない悪魔的な現象」と称している。
しかし、この一連の事件は人々の注目を集めさせ、裏でセイジュは「最後の幻夢」への下準備をする為のものだった。
彩（あや）
「彩吊師」によって、潜在能力を100%引き出された時の仮想人格のこと。そのため彩の能力は強大。彩吊師の「彩吊り人形」でしかないが、記憶には残る。「蒼花」と「夕緋」の記憶が残らないのは、晴嵐が封印してるため。
彩吊師（あやつりし）
「彩」を操る人間のこと。晴嵐が従える彩は「蒼花」と「夕緋」、紫炎は「葉弧」、セイジュは「白蟲」と「水連」。
神智（しんち）
日向家一族だけが持つという千年余りに及ぶ膨大な記憶の集積であり、数十年一度にその力を持つ者が誕生する。そして、その「神智」と呼ばれる記憶の集積を駆使する状態が「神眼」状態（しんがんモード）である。
神眼（しんがん）
日向家一族が持つ能力。「神眼」を使うことによって、人は森羅万象の理を読み解き、数瞬先の未来を予測することが出来る。これが未来読み（さきよみ）の能力である。
この、「神眼」と未来読みの力が日向一族の後継者を決める。
エネイ
繭樹がよく飲む紅茶の葉を売っている店。アニメで繭樹とセイジュがこの場所で初めて対決した（原作では、日向邸の一室）。
上野大地溝帯（うえのだいちこうたい）
元は台東区の上野駅を中心とする一帯だが、12年前に起こった大崩壊とは別の直下型大地震の影響で環境が大きく変化して亜熱帯化し、一部地域がさながらジャングルのようになってしまった。旧日向邸がある。セイジュはこの大地震を防げなかったとして、日向一族から追放された。「渋谷天空城」と共に火山活動が何度か確認されている。原作とアニメでは、ここで起こった出来事が違う。
原作：旧日向邸に繭樹は仲間と一緒に母の思い出のオルゴールを探しにきた。しかし、セイジュもまたそのオルゴールを狙っていた。そして、やっとのことで見つけたオルゴールを突如現れた白蟲に奪われてしまい、その直後に繭樹たちを鉄砲水が襲う。繭樹の「神眼」で難を逃れたが、仲間を危険にさらし、大切な思い出を傷つけたセイジュは許さない。セイジュと繭樹の決戦の幕が開ける。
アニメ：晴嵐が、半休をとって修行をしていたが、紫炎がそれを繭樹たちにばらしたため、繭樹たちがついてきてしまう。そして、そこでキャンプをすることになるが…。また、原作と同くここに繭樹はオルゴールを探しに来る。セイジュと繭樹との最終決戦の場所。
双会桜（ふたえざくら）
「上野大地溝帯」にしか咲かない新種の桜。二度花を咲かせる。一度目はある時期の夕暮れから日没までの30分だけ花を咲かせ、二度目は一度目の花が散った直後につぼみをつけて長期間にわたって花をつける。
豊洲砂丘
アニメのみ。元は江東区豊洲。大崩壊が起こった結果、ビル街の廃墟と砂丘へと姿を変えてしまった。環境が大きく変わってしまったためか異常成長した巨大サンドワームが生息する。なお、豊洲砂丘は危険区域のため立ち入り禁止となっている。
渋谷天空城
原作のみ。元は渋谷区。大崩壊が原因で地下水があふれだし、一面が湖のようになった場所。そして湖の水の流れによって崩壊したビルが中心に集まって城のようになった。「天空城」と呼ばれるのは、中心に集まったビルの一つに「10 9」と書かれているから（10 9＝テン クウ）。繭樹は、樹生にここへ連れられた来た。「上野大地溝帯」と共に火山活動が何度か確認されている。
水道橋陥没穴（クレーター）
原作のみ。元は東京ドームがあった場所だったが、大崩壊で埋もれてしまい、無くなってしまっている。その代わり東京ドーム跡地には大きく開いた大穴が出来た。危険区域のため、一切の立ち入りは禁止されている。「最後の幻夢」の舞台。
最後の幻夢（さいごのげんむ）

## 書誌情報
以下全8巻が講談社コミックスより発刊されている。
- 第1巻 - 2006年8月発売（初版発行：2006年8月17日 ISBN 4-06-363714-X）
- 第2巻 - 2006年12月発売（初版発行：2006年12月15日 ISBN 978-4-06-363769-4）
- 第3巻 - 2007年4月発売（初版発行：2007年4月17日 ISBN 978-4-06-363822-6）
- 第4巻 - 2007年9月発売（初版発行：2007年9月14日 ISBN 978-4-06-363893-6）
- 第5巻 - 2007年10月発売（初版発行：2007年10月17日 ISBN 978-4-06-363904-9）
- 第6巻 - 2008年1月発売（初版発行：2008年1月17日 ISBN 978-4-06-363944-5）
- 第7巻 - 2008年3月発売（初版発行：2008年3月17日 ISBN 978-4-06-363969-8）
- 第8巻 - 2008年8月発売（初版発行：2008年8月12日 ISBN 978-4-06-384025-4）

## テレビアニメ
『素敵探偵ラビリンス』のタイトルで、2007年10月2日より2008年3月25日までテレビ東京などで放送された。全25話。
次回予告はキャラクター達が入れ替わりで2人のコンビ（3人の時もある）を組み、コントを繰り広げて次回サブタイトルを読み上げる形式。特に晴嵐は本編の紳士的な言葉遣いから一変して第4話予告では幼児言葉でしゃべったりするなど、本編とは違うキャラになっている。また、アイキャッチもタイトルロゴの他に本編とは関係なく、単行本掲載（表紙、裏表紙、カバーそでなど）のイラストが挿入されている。
放送中に原作に追いついたため、後半のストーリーはアニメオリジナルとなっている。また、原作でのパンチラ描写は無くなっている。

### スタッフ
- 原作 - 万城めいと
- 漫画 - 若山晴司（講談社「マガジンSPECIAL」連載）
- 監督 - わたなべひろし
- シリーズ構成 - 高橋ナツコ
- キャラクターデザイン・総作画監督 - 秋山由樹子
- プロップデザイン - 番由紀子
- メカデザイン - 石川洋一
- 美術監督 - 永吉幸樹
- 色彩設計 - 松本真司
- 撮影監督 - 下崎昭
- 編集 - 松村正宏
- 音響監督 - はたしょうじ
- 音楽監督 - 原田扶美子
- 音楽 - 羽岡佳
- プロデューサー - 高畑裕一郎、熊谷拓登、豊住政弘
- 制作 - Studio DEEN
- 製作 - 旧都復興委員会

### 主題歌
オープニングテーマ「モノクローム」（第14話以降は2番の歌詞）
作詞 - 兒玉怜 / 作曲 - 濱田圭 / 歌・編曲 - カニヴァリズム
- 第1話はEDテーマとして使用された。

エンディングテーマ「抱きしめて」（第1 - 13話）
作詞 - 山野井昌子 / 作曲 - 吉田昌史 / 編曲 - 安部潤 / 歌 - シータ θ
エンディングテーマ「Lovers' tone」（第14 - 25話）
作詞 - shige'Funky / 作曲・編曲 - hilow10 / 歌 - me_ho

### 各話リスト
| 話数   | サブタイトル         | 脚本       | 絵コンテ                | 演出           | 作画監督                        |
| ------ | -------------------- | ---------- | ----------------------- | -------------- | ------------------------------- |
| 第1幕  | 旧都な名探偵         | 高橋ナツコ | 渡辺正樹 わたなべひろし | わたなべひろし | 石川洋一 番由紀子               |
| 第2幕  | 繭樹の決意           | 高橋ナツコ | 小滝礼                  | 神保昌登       | 萩原弘光                        |
| 第3幕  | 斜塔の冒険           | 小出克彦   | 渡辺正樹                | 渡辺正樹       | 門智昭                          |
| 第4幕  | 紅と白の真実         | 小出克彦   | 名村英敏                | 土屋康郎       | 伊藤美奈                        |
| 第5幕  | 旧都哀歌             | 森山あけみ | 藤原良二                | 神保昌登       | をがわいちろを                  |
| 第6幕  | 謀略の鉄路           | 森山あけみ | 鎌倉由実                | 瀬藤健嗣       | 胡陽樹                          |
| 第7幕  | 旧都と爆弾と紅茶     | 赤尾でこ   | 小滝礼                  | 高山秀樹       | Kim Soon Yeon 石川洋一（メカ）  |
| 第8幕  | 初実の受難           | 高橋ナツコ | 渡辺正樹                | 渡辺正樹       | 萩原弘光                        |
| 第9幕  | 許されざる罪         | 高橋ナツコ | 名村英敏                | 吉田俊司       | 門智昭                          |
| 第10幕 | 贖罪の生贄           | 小出克彦   | 藤原良二                | 土屋康郎       | 伊藤美奈                        |
| 第11幕 | 欲望の果て           | 小出克彦   | 小滝礼                  | 神保昌登       | 南伸一郎 石川洋一（メカ）       |
| 第12幕 | プールサイドでドキッ | 森山あけみ | 名村英敏                | 岡嶋国敏       | 胡陽樹 番由紀子（プロップ）     |
| 第13幕 | 神隠し遊戯(ゲーム)   | 赤尾でこ   | 渡辺正樹                | 渡辺正樹       | 金順淵                          |
| 第14幕 | 神智発火             | 赤尾でこ   | 藤原良二                | 牧野次郎       | 江森真理子                      |
| 第15幕 | 想いと誓い           | 高橋ナツコ | 名村英敏                | 吉田俊司       | 門智昭                          |
| 第16幕 | 紫の炎               | 小出克彦   | 小滝礼                  | 土屋康郎       | 伊藤美奈                        |
| 第17幕 | もう一つの彩         | 森山あけみ | 神保昌登                | 神保昌登       | 河南正昭                        |
| 第18幕 | 日向と信濃           | 赤尾でこ   | 渡辺正樹                | 渡辺正樹       | 胡陽樹                          |
| 第19幕 | 追憶の泉             | 森山あけみ | 藤原良二                | 甚大塚         | Kim Soon Yeon                   |
| 第20幕 | 崩壊の序曲           | 小出克彦   | 名村英敏                | 岡嶋国敏       | 門智昭 石川洋一（メカ）         |
| 第21幕 | 歪んだ色彩           | 赤尾でこ   | 藤原良二                | 吉田俊司       | 南伸一郎                        |
| 第22幕 | 遠い絆               | 小出克彦   | 小滝礼                  | 土屋康郎       | 伊藤美奈 石川洋一（メカ）       |
| 第23幕 | 僕たちにできること   | 小出克彦   | 藤原良二                | 神保昌登       | 河南正昭                        |
| 第24幕 | 神智の彼方           | 高橋ナツコ | 渡辺正樹                | 渡辺正樹       | 門智昭 胡陽樹                   |
| 第25幕 | 時は満ち、花は散る   | 高橋ナツコ | 名村英敏                | わたなべひろし | 秋山由樹子 番由紀子（プロップ） |

### 放送局
| 放送地域   | 放送局     | 放送期間                      | 放送日時           | 系列           | 備考             |
| ---------- | ---------- | ----------------------------- | ------------------ | -------------- | ---------------- |
| 関東広域圏 | テレビ東京 | 2007年10月2日 - 2008年3月25日 | 火曜 25:30 - 26:00 | テレビ東京系列 | 制作局           |
| 愛知県     | テレビ愛知 | 2007年10月2日 - 2008年3月25日 | 火曜 26:28 - 26:58 | テレビ東京系列 |                  |
| 大阪府     | テレビ大阪 | 2007年10月9日 - 2008年4月1日  | 火曜 26:05 - 26:35 | テレビ東京系列 |                  |
| 日本全域   | AT-X       | 2007年11月8日 - 2008年4月24日 | 木曜 10:00 - 10:30 | CS放送         | リピート放送あり |

## Webラジオ
『素敵ラジオ☆ラビリンス』
2008年2月13日から2008年8月6日まで音泉にて毎週水曜日更新で配信された。全26回。
パーソナリティー
- 諏訪部順一（信濃晴嵐役）
- 森久保祥太郎（信濃紫炎役）

ゲスト
- 小西克幸（猪神隆介役）（第11回）
- 井ノ上奈々（和泉みのり役）（第15、16回）[1]
- 井上麻里奈（古賀楽太役）（第17、18回）[2]

## 小説
『小説 素敵探偵ラビリンス』
2008年1月に上巻が、2月に下巻が刊行された。著者は駒尾真子。
- 『小説 素敵探偵ラビリンス（上） 狙われたオーブ・サフィール』 （2008年1月15日発売 ISBN 978-4-06-373317-4）
- 『小説 素敵探偵ラビリンス（下） 暁のスターグレーサファイア』 （2008年2月13日発売 ISBN 978-4-06-373319-8）

## CD
- サウンドトラック
  - 『素敵探偵ラビリンス オリジナル サウンドトラック File．1』音楽：羽岡佳 2008年1月23日発売
  - 『素敵探偵ラビリンス オリジナル サウンドトラック File．2』音楽：羽岡佳 2008年3月12日発売

- キャラクターソング
  - 『素敵探偵ラビリンス 迷宮ソングシリーズ I／太陽のライバル』歌：古賀幸太（声：朴璐美） 2008年1月16日発売
  - 『素敵探偵ラビリンス 迷宮ソングシリーズ II／Steadfast』歌：古賀楽太（声：井上麻里奈） 2008年1月16日発売
  - 『素敵探偵ラビリンス 迷宮ソングシリーズ III／Moment』歌：信濃晴嵐（声諏訪部順一） 2008年1月30日発売
  - 『素敵探偵ラビリンス 迷宮ソングシリーズ IV／友達』歌：和泉みのり（声：井ノ上奈々） 2008年1月30日発売
  - 『素敵探偵ラビリンス 迷宮ソングシリーズ V／CRIMSON RED』歌：夕緋（声：柚木涼香） 2008年2月27日発売
  - 『素敵探偵ラビリンス 迷宮ソングシリーズ VI／NOCTURNE BLUE』歌：蒼花（声：植田佳奈） 2008年2月27日発売
  - 『素敵探偵ラビリンス 迷宮ソングシリーズ VIII／Brilliant Future』歌：日向マユキ（声：沢城みゆき） 2008年3月5日発売
  - 『素敵探偵ラビリンス 超人盤（ベスト）』 2008年7月9日発売